# Mongomo
Mongomo är en provinshuvudstad i Ekvatorialguinea.   Den ligger i provinsen Provincia de Wele-Nzas, i den östra delen av landet, 400 km sydost om huvudstaden Malabo. Mongomo ligger 630 meter över havet och antalet invånare är 6 393.
Terrängen runt Mongomo är huvudsakligen platt. Mongomo ligger nere i en dal. Runt Mongomo är det mycket glesbefolkat, med 7 invånare per kvadratkilometer. Det finns inga andra samhällen i närheten. I omgivningarna runt Mongomo växer i huvudsak städsegrön lövskog.